# Benjamin Gates (franchise)
 Pour plus de détails, voir Fiche technique et Distribution
Benjamin Gates (National Treasure) est une franchise médiatique américaine. Elle débute au cinéma avec le long métrage Benjamin Gates et le Trésor des Templiers sorti en 2004. Tout comme sa suite Benjamin Gates et le Livre des secrets, sortie trois ans plus tard, ce film met en scène Nicolas Cage dans le rôle de Benjamin Gates, entre autres chasseur de trésors et cryptographe. Alors qu'un 3e est longtemps évoqué, c'est finalement en série télévisée que se poursuit la saga. Des romans sont également publiés.

## Synopsis

### Benjamin Gates et le Trésor des Templiers(film, 2004)
Benjamin Gates suit les traces de sa famille en voulant mettre la main sur le fameux trésor des Templiers. Celui-ci, d'une valeur incommensurable, aurait été caché par les Francs-Maçons durant la guerre d'indépendance des États-Unis. Toutefois, cette quête n'est pas une mince affaire puisqu'on ne peut atteindre le trésor qu'en suivant un indice, qui aboutit généralement à un autre indice. Ben travaille avec son meilleur ami, Riley Poole. Ils s'associent avec Ian Howe, un mercenaire, et qu'ils découvrent sur un bateau en Arctique, la Charlotte, un indice qui lui laisse penser que le prochain sera présent au dos de la Déclaration d'indépendance des États-Unis. À la suite d'une trahison de Ian Howe, il décide de la voler (avec l'aide de Riley) pour la protéger et savoir si le nouvel indice est bien là où il pense qu'il est. S'ensuit une course aux indices, avec à ses trousses le FBI et Ian et ses hommes, qui souhaitent lui mettre la main dessus.

### Benjamin Gates et le Livre des secrets(film, 2007)
La presse se fait écho de la réapparition d'une page manquante du journal de John Wilkes Booth, l'assassin d'Abraham Lincoln. Cette page contient des informations qui associent l'arrière-arrière-grand-père de Benjamin Gates à cet assassinat, lui donnant même un rôle clé. Ben entame alors une quête pour disculper son aïeul. Elle l'emmène à Paris, à Londres et de retour aux États-Unis pour chercher le Livre des Secrets Présidentiels, un mystérieux livre qui contiendrait tous les secrets de notre monde transmis depuis la Guerre de Sécession à chacun des présidents américains, ainsi qu'une carte du trésor de Cibola, la cité de l'or des précolombiens. Mais pour mettre la main sur le trésor et prouver l'innocence de son ancêtre, Benjamin Gates va devoir enlever l'actuel Président des États-Unis.

## Fiche technique
| Film                                      | U.S. release date | Réalisateur    | Scénaristes                           | Histoire de                                                                      | Producteur                          | Statut           |
| ----------------------------------------- | ----------------- | -------------- | ------------------------------------- | -------------------------------------------------------------------------------- | ----------------------------------- | ---------------- |
| Benjamin Gates et le Trésor des Templiers | 2004              | Jon Turteltaub | Jim Kouf Cormac et Marianne Wibberley | Jim Kouf Oren Aviv et Charles Segars                                             | Jerry Bruckheimer et Jon Turteltaub | Sortis           |
| Benjamin Gates et le Livre des secrets    | 2007              | Jon Turteltaub | Carmac Wibberley et Marianne Wibberly | Gregory Poirier Cormac Wibberley, Marianne Wibberley, Ted Elliott & Terry Rossio | Jerry Bruckheimer et Jon Turteltaub | Sortis           |
| Projet d'un 3e film                       | NC                | NC             | Chris Bremner                         | Chris Bremner                                                                    | Jerry Bruckheimer                   | en développement |

## Distribution et personnages
| Personnages                 | Films                                     | Films                                  | Série TV                           |
| Personnages                 | Benjamin Gates et le Trésor des Templiers | Benjamin Gates et le Livre des secrets | National Treasure: Edge of History |
| Personnages principaux      | Personnages principaux                    | Personnages principaux                 | Personnages principaux             |
| --------------------------- | ----------------------------------------- | -------------------------------------- | ---------------------------------- |
| Benjamin Gates              | Nicolas CageHunter Gomez                  | Nicolas Cage                           |                                    |
| Riley Poole                 | Justin Bartha                             | Justin Bartha                          | Justin Bartha                      |
| Dr Abigail Chase            | Diane Kruger                              | Diane Kruger                           |                                    |
| Patrick Henry Gates         | Jon Voight                                | Jon Voight                             |                                    |
| l'agent Peter Sadusky       | Harvey Keitel                             | Harvey Keitel                          | Harvey Keitel                      |
| Ian Howe                    | Sean Bean                                 |                                        |                                    |
| Dr Emily Appleton-Gates     |                                           | Helen Mirren                           |                                    |
| Mitch Wilkinson             |                                           | Ed Harris                              |                                    |
| Billie Pearce               |                                           |                                        | Catherine Zeta-Jones               |
| Ethan                       |                                           |                                        | Jordan Rodrigues                   |
| Liam                        |                                           |                                        | Jake Austin Walker                 |
| Jess Morales                |                                           |                                        | Lisette Olivera                    |
| Oren                        |                                           |                                        | Antonio Cipriano                   |
| Agent Ross                  |                                           |                                        | Lyndon Smith                       |
| Tasha                       |                                           |                                        | Zuri Reed                          |
| Personnages secondaires     |                                           |                                        |                                    |
| John Adams Gates            | Christopher Plummer                       |                                        |                                    |
| Thomas Gates                | Jason Earles                              | Joel Gretsch                           |                                    |
| Charles Carroll Gates       |                                           | Billy Unger                            |                                    |
| John Wilkes Booth           |                                           | Christian Camargo                      |                                    |
| le Président des États-Unis |                                           | Bruce Greenwood                        |                                    |

## Accueil

### Critique
| Films                                     | Rotten Tomatoes     | Metacritic            | AlloCiné             |
| ----------------------------------------- | ------------------- | --------------------- | -------------------- |
| Benjamin Gates et le Trésor des Templiers | 46% (179 critiques) | 39/100 (35 critiques) | 2,8⁄5 (11 critiques) |
| Benjamin Gates et le Livre des secrets    | 36% (130 critiques) | 48/100 (26 critiques) | 2,4⁄5 (18 critiques) |

### Box-office
| Films                                     | Recettes au box-office | Recettes au box-office | Recettes au box-office | Entrées   | Budget        | Ref. |
| Films                                     | États-Unis- Canada     | Reste du monde         | Mondial                | France    | Budget        | Ref. |
| ----------------------------------------- | ---------------------- | ---------------------- | ---------------------- | --------- | ------------- | ---- |
| Benjamin Gates et le Trésor des Templiers | 173 008 894 $          | 174 503 424 $          | 347 512 318 $          | 1 533 436 | 100 000 000 $ | ,    |
| Benjamin Gates et le Livre des secrets    | 219 964 115 $          | 239 278 134 $          | 459 242 249 $          | 1 989 237 | 130 000 000 $ | ,    |
| Totaux                                    | 392 973 009 $          | 413 781 558 $          | 806 754 567 $          | 3 522 673 | 230 000 000 $ |      |

## Romans
Une novélisation du scénario du premier film est écrite mais jamais publiée. Celle du second film, National Treasure 2: Book of Secrets – The Junior Novel, sort aux États-Unis le 6 novembre 2007.
D'autres romans, écrits par Catherine Hapka, sont publiés :
1. National Treasure: Changing Tides - A Gates Family Mystery (2007)
2. National Treasure: Midnight Ride - A Gates Family Mystery (2008)
3. National Treasure: Uncharted - A Gates Family Mystery (2008)
4. National Treasure: Westward Bound - A Gates Family Mystery (2008)

Deux autres (National Treasure: Forever Free - A Gates Family Mystery et National Treasure: Roaring In - A Gates Family Mystery) ont été écrits mais jamais publiés.